# فيديريكو بينيا
فيديريكو بينيا (بالإنجليزية: Federico Peña)‏ (و. 1947 – م) هو سياسي من الولايات المتحدة الأمريكية. ولد في لاريدو.
وهو عضو في الحزب الديمقراطي الأمريكي.

## التعليم
تعلم في جامعة تكساس، أوستن.